# Fællessang
Fællessang er det at synge en sang sammen eller en sang, der synges i en forsamling. Den kendes på skoler med morgensang, og fra møder og foredrag, der indledes eller afsluttes med en sang. 
Lasse Skovgaard identificerer fem type fællessang i danske sammenhænge: 
korsang, højskolesang, lejrbålssang, lejlighedssang og stadionsang.
Folkemødet med landets politikere på Bornholm i 2011 blev indledt med et fællessang.
En speciel form for fællessang i Danmark var alsang, der blev afholdt som en tilkendegivelse af nationalt sammenhold under den tyske besættelse. 
Det første stævne fandt sted i Aalborg den 4. juli 1940 med deltagelse af cirka 1.500.
Den 1. september 1940 var deltagelsen vokset til et skønnet antal på 720.000 flere steder landet over og med samtidig radiotransmission.
Sange der blev sunget til disse arrangementer var for eksempel I Danmark er jeg født, Jylland mellem tvende have,
Det haver så nyligen regnet,
Den danske sang,
Vort modersmål er dejligt, Se det summer af sol, Du danske mand og Der er et yndigt land.
TV2 Charlie er også kendt til at udsende programmer med kendte danske musikere, hvor alle tilstedeværende synger med. Programmet hedder da også Fællessang.